# فيديريكو مينا
فيديريكو مينا كوينترو هو مبرمج حاسوب مكسيكي.
قام فيديريكو بصاينة جيمب لبعض الوقت، وكان واحداً من أوائل المُستَأجرين في زيميان، المُمتَلكة حالياً من قبل نوفيل، حيث ما زال يعمل حالياً. بالمشاركة مع ميجيل دي إيكازا، قام فيديريكو بإنشاء مشروع جنوم.
درس في الجامعة الوطنية المستقلة في المكسيك، حيث قابل إيكازا، لدراسة علوم الحاسب؛ ثم تركها ليعمل في رد هات في الولايات المتحدة.